# Villy Karlsson
Villy  Leonard Karlsson (23. oktober 1919 – 25. juli 2003 i København) var en dansk redaktør, forfatter, modstandsmand og kommunist.
Villy Karlsson var under 2. verdenskrig interneret i Vestre Fængsel og Horserødlejren i perioden 22. juni 1941-17. april 1943. Efter han kom ud af Horserød, deltog han aktivt i modstandskampen. Efter krigen blev han konstitueret som formand for Danmarks Kommunistiske Ungdom (DKU).
Villy Karlsson var i en tiårig periode (1960-1970) ansvarshavende chefredaktør for det kommunistiske dagblad Land og Folk, som han blev ansat på som journalist i 1951.